# 1 000 kilomètres du Mugello 1985
Navigation
Édition précédente
Les 1 000 kilomètres du Mugello 1985 (officiellement appelés le 6 ore di Mugello), disputés le 14 avril 1985 sur le Circuit du Mugello ont été la première manche du Championnat du monde des voitures de sport 1985.

## La course

### Classement de la course
Voici le classement officiel au terme de la course,,.
- Les premiers de chaque catégorie du championnat du monde sont signalés par un fond jaune.
- Pour la colonne Pneus, il faut passer le curseur au-dessus du modèle pour connaître le manufacturier de pneumatiques.
- Les voitures ne réussissant pas à parcourir 75% de la distance du gagnant sont non classées (NC).

| Pos  | Classe | no  | Écurie                          | Pilotes                                          | Châssis                             | Pneus | Tours | Temps                      |
| Pos  | Classe | no  | Écurie                          | Pilotes                                          | Moteur                              | Pneus | Tours | Temps                      |
| ---- | ------ | --- | ------------------------------- | ------------------------------------------------ | ----------------------------------- | ----- | ----- | -------------------------- |
| 1    | C1     | 1   | Rothmans Porsche                | Jochen Mass Jacky Ickx                           | Porsche 962C                        | D     | 190   | 5 h 59 min 52 s 210        |
| 1    | C1     | 1   | Rothmans Porsche                | Jochen Mass Jacky Ickx                           | Porsche Type-935 2,6 l Flat-6 Turbo | D     | 190   | 5 h 59 min 52 s 210        |
| 2    | C1     | 10  | Porsche Kremer Racing           | Manfred Winkelhock Marc Surer                    | Porsche 962C                        | G     | 190   | + 29 s 840                 |
| 2    | C1     | 10  | Porsche Kremer Racing           | Manfred Winkelhock Marc Surer                    | Porsche Type-935 2,6 l Flat-6 Turbo | G     | 190   | + 29 s 840                 |
| 3    | C1     | 19  | Brun Motorsport                 | Stefan Bellof Thierry Boutsen                    | Porsche 962C                        | D     | 189   | + 1 tour                   |
| 3    | C1     | 19  | Brun Motorsport                 | Stefan Bellof Thierry Boutsen                    | Porsche Type-935 2,6 l Flat-6 Turbo | D     | 189   | + 1 tour                   |
| 4    | C1     | 5   | Martini Lancia                  | Mauro Baldi Bob Wollek                           | Lancia LC2                          | M     | 186   | + 4 tours                  |
| 4    | C1     | 5   | Martini Lancia                  | Mauro Baldi Bob Wollek                           | Ferrari 308C 3,0 l V8 Turbo         | M     | 186   | + 4 tours                  |
| 5    | C1     | 11  | Porsche Kremer Racing           | Klaus Ludwig George Fouché Gianni Mussato        | Porsche 956B                        | G     | 184   | + 6 tours                  |
| 5    | C1     | 11  | Porsche Kremer Racing           | Klaus Ludwig George Fouché Gianni Mussato        | Porsche Type-935 2,6 l Flat-6 Turbo | G     | 184   | + 6 tours                  |
| 6    | C1     | 26  | Obermaier Racing Team           | Jürgen Lässig Mike Thackwell Hervé Regout        | Porsche 956                         | G     | 179   | + 11 tours                 |
| 6    | C1     | 26  | Obermaier Racing Team           | Jürgen Lässig Mike Thackwell Hervé Regout        | Porsche Type-935 2,6 l Flat-6 Turbo | G     | 179   | + 11 tours                 |
| 7    | C2     | 70  | Spice Engineering               | Gordon Spice Ray Bellm                           | Tiga-Spice GC85                     | A     | 174   | + 16 tours                 |
| 7    | C2     | 70  | Spice Engineering               | Gordon Spice Ray Bellm                           | Ford Cosworth DFL 3,3 l V8 Atmo     | A     | 174   | + 16 tours                 |
| 8    | C2     | 80  | Carma F.F.                      | Carlo Facetti Martino Finotto Guido Daccò (en)   | Alba AR2                            | A     | 161   | + 29 tours                 |
| 8    | C2     | 80  | Carma F.F.                      | Carlo Facetti Martino Finotto Guido Daccò (en)   | Carma FF 1,9 l I4 Turbo             | A     | 161   | + 29 tours                 |
| 9    | C2     | 90  | Jens Winther Denmark            | Jens Winther Lars Viggo Jensen (pl)              | URD C83                             | A     | 159   | + 31 tours                 |
| 9    | C2     | 90  | Jens Winther Denmark            | Jens Winther Lars Viggo Jensen (pl)              | BMW M88 3,5 l I6 Atmo               | A     | 159   | + 31 tours                 |
| 10   | GTX    | 155 | "Victor"                        | "Victor" Aldo Bertuzzi (en) Gianni Giudici       | Porsche 935                         | ?     | 158   | + 32 tours                 |
| 10   | GTX    | 155 | "Victor"                        | "Victor" Aldo Bertuzzi (en) Gianni Giudici       | Porsche Type-930 3,2 l Flat-6 Turbo | ?     | 158   | + 32 tours                 |
| 11   | B      | 151 | Helmut Gall                     | Helmut Gall Axel Felder                          | BMW M1                              | D     | 154   | + 36 tours                 |
| 11   | B      | 151 | Helmut Gall                     | Helmut Gall Axel Felder                          | BMW M88 3,5 l I6 Atmo               | D     | 154   | + 36 tours                 |
| 12   | C2     | 88  | Ark Racing                      | David Andrews Chris Ashmore Max Payne            | Ceekar 83J                          | A     | 152   | + 38 tours                 |
| 12   | C2     | 88  | Ark Racing                      | David Andrews Chris Ashmore Max Payne            | Ford Cosworth BDX 2,0 l I4 Atmo     | A     | 152   | + 38 tours                 |
| 13   | C2     | 98  | Roy Baker Promotions            | Paul Smith (de) Dudley Wood Jeremy Rossiter (en) | Tiga GC284                          | A     | 135   | + 55 tours                 |
| 13   | C2     | 98  | Roy Baker Promotions            | Paul Smith (de) Dudley Wood Jeremy Rossiter (en) | Ford Cosworth BDT 1,8 l I4 Turbo    | A     | 135   | + 55 tours                 |
| DSQ† | C1     | 2   | Rothmans Porsche                | Hans-Joachim Stuck Derek Bell                    | Porsche 962C                        | D     | 186   | Disqualifié                |
| DSQ† | C1     | 2   | Rothmans Porsche                | Hans-Joachim Stuck Derek Bell                    | Porsche Type-935 2,6 l Flat-6 Turbo | D     | 186   | Disqualifié                |
| Abd. | C1     | 4   | Martini Lancia                  | Riccardo Patrese Alessandro Nannini              | Lancia LC2                          | M     | 113   | Moteur                     |
| Abd. | C1     | 4   | Martini Lancia                  | Riccardo Patrese Alessandro Nannini              | Ferrari 308C 3,0 l V8 Turbo         | M     | 113   | Moteur                     |
| Abd. | C1     | 18  | Brun Motorsport                 | Oscar Larrauri Massimo Sigala                    | Porsche 956                         | D     | 101   | Tête à queue               |
| Abd. | C1     | 18  | Brun Motorsport                 | Oscar Larrauri Massimo Sigala                    | Porsche Type-935 2,6 l Flat-6 Turbo | D     | 101   | Tête à queue               |
| Abd. | C1     | 23  | Cheetah Automobiles Switzerland | Bernard de Dryver Gianfranco Brancatelli         | Cheetah G604                        | D     | 20    | Aileron arrière cassé      |
| Abd. | C1     | 23  | Cheetah Automobiles Switzerland | Bernard de Dryver Gianfranco Brancatelli         | Aston Martin-Tickford 5,3 l V8 Atmo | D     | 20    | Aileron arrière cassé      |
| Np.  | C1     | 20  | Brun Motorsport                 | Walter Brun Leopold von Bayern                   | Porsche 956B                        | D     | -     | Accident durant les essais |
| Np.  | C1     | 20  | Brun Motorsport                 | Walter Brun Leopold von Bayern                   | Porsche Type-935 2,6 l Flat-6 Turbo | D     | -     | Accident durant les essais |

† - La Porsche 962C n°2 de l'écurie Rothmans Porsche a été disqualifiée pour avoir réalisé un dernier tour trop lent.

## Pole position et record du tour
- Pole position :  Riccardo Patrese (#4 Martini Lancia) en 1 min 39 s 070
- Meilleur tour en course :  Riccardo Patrese (#4 Martini Lancia) en 1 min 45 s 790

## À noter
- Longueur du circuit : 5,245 km
- Distance parcourue par les vainqueurs : 996,550 km